# Horst Goeldel-Bronikowen
Horst Goeldel-Bronikowen (* 7. Juni 1883 in Lengainen, Ostpreußen; † unbekannt) war ein deutscher Sportschütze.

## Karriere
Horst Goeldel-Bronikowen trat bei den Olympischen Spielen 1912 in Stockholm an. Gemeinsam mit seinem Bruder Alfred Goeldel-Bronikowen, Albert Preuß, Franz von Zedlitz und Leipe, Erich Graf von Bernstorff-Gyldensteen und Erland Koch gewann er mit der Mannschaft im Trapwettkampf die Bronzemedaille. Im Einzel belegte er den zwölften Rang. Zwei Jahre zuvor wurde er bereits Weltmeister in Wien und nach dem Krieg auch Europameister. Bei weiteren Europameisterschaften 1934 in Budapest und 1936 in Berlin wurde er Vizeeuropameister mit der Mannschaft gemeinsam mit Kurt Schöbel, Rudolf Sack und Hermann Schmidt.  
Bei deutschen Meisterschaften wurde Goeldel viermal Deutscher Meister, dreimal Vizemeister und bekam dreimal Bronze. 
1923 erfand Hort Goeldel eine neue Tontaube (Wurfscheibe) für das Wurfscheibenschießen, die später als Montetaube (nach Monte Carlo) oder Deutsche Jagd- und Armeetaube bezeichnet wurde.